# Bahía Newark
Bahía Newark (en inglés: Newark Bay) es una bahía de 4,8 km (3 millas) de largo, ubicada en el extremo sureste de la Cresta Fanning, a lo largo de la costa sur de la isla San Pedro del archipiélago de las Georgias del Sur. Además se encuentra al noroeste de puerto Ondina Sur.
La presencia de esta bahía parece haber sido observada por primera vez en 1819 por una expedición rusa bajo Fabian Gottlieb von Bellingshausen, que más o menos trazó una pequeña ensenada en esta posición aproximada. El nombre se remonta a alrededor de 1927 y se ha establecido para la función. 